# George Alan Vasey

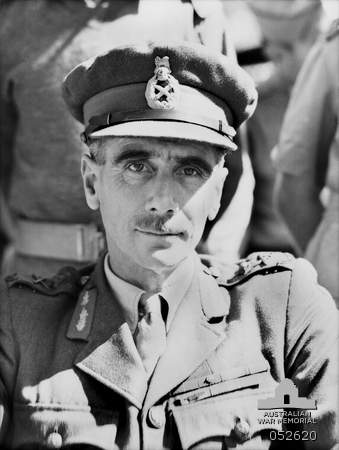
George Alan Vasey

George Alan Vasey (* 29. März 1895 in Malvern East, Melbourne; † 5. März 1945 in der Nähe von Cairns) war ein Offizier der australischen Armee. Während des Zweiten Weltkriegs stieg er in den Rang eines Generalmajors zum Divisionsführer auf, bevor er 1945 bei einem Flugzeugabsturz ums Leben kam.

## Leben
George Alan Vasey wurde als drittes von sechs Kindern des Rechtsanwaltes George Brinsden Vasey und seiner Frau Alice Isabel, geborene McCutcheon, geboren. Da sein Vater auch George Vasey hieß, nannte ihn die Familie immer nur Alan. Er wurde an der Camberwell Grammar School und am Wesley College in Melbourne ausgebildet, wo der spätere Premier Robert Menzies und General Edward James Milford seine Schulkameraden waren. Als Berufssoldat absolvierte Vasey 1915 das Royal Military College in Duntroon und diente an der Westfront bei der Australian Imperial Force, wo er sich den Distinguished Service Order verdiente und zweimal in den Depeschen erwähnt wurde.
Fast zwanzig Jahre verblieb Vasey im Rang eines Majors und diente auf Stabsstellen in Australien und bei der indischen Armee. Kurz nach Ausbruch des Zweiten Weltkriegs im September 1939 berief ihn Generalleutnant Sir Thomas Blamey in den Stab der 6. Division. Im März 1941 übernahm Vasey das Kommando über die 19. Infanterie-Brigade, die er während des Balkanfeldzuges in der Schlacht um Kreta führte. 1942 kehrte Vasey nach Australien zurück und wurde zum Generalmajor befördert und zum stellvertretenden Generalstabschef ernannt. Im September 1942 übernahm er das Kommando der 7. Division und kämpfte in der Kokoda-Track-Kampagne und in der Schlacht um Buna-Gona-Sanananda gegen die Japaner. 1943 leitete er beim zweiten Feldzug in Neuguinea die 7. Division bei der Landung in Nadzab und der anschließenden Kampagne von Finisterre Range. Vasey trank viel und wurde im Februar 1944 in Neuguinea mit einer Hauterkrankung ins Krankenhaus eingeliefert und im März 1944 erneut in Australien mit einer Infektion der Atemwege. Im Juni 1944 erkrankte er schwer an Malaria und akuter peripherer Neuropathie. Im Juli hatte sich sein Gesundheitszustand derart verschlechtert, dass er nach Australien ausgeflogen werden musste und mit seinem Ableben gerechnet wurde.
Anfang 1945 hatte er sich überraschend ausreichend erholt, um das Kommandeur der 6. Division in Neuguinea zu übernehmen. Das Flugzeug, in dem Vasey unterwegs war, eine Lockheed Hudson A16-118 der RAAF, startete am Nachmittag des 5. März 1945 vom Flugplatz Archerfield. Aufgrund eines Zyklons, der zu dieser Zeit die Küste von Queensland verwüstete, stürzte das Flugzeug nördlich der Mündung des Barron River dicht vor Machans Beach ins Meer, nur noch 2 km vom Flughafen Cairns entfernt. Vasey wurde beim Absturz zusammen mit Generalleutnant Henry Wynter und Generalmajor Rupert Downes und allen Passagieren an Bord getötet. Nach General Sir Brudenell White (der 1940 bei einem weiteren Hudson-Absturz umkam) war er der viertälteste australische Offizier, der im Zweiten Weltkrieg umkam. Vaseys Leiche wurde an der Absturzstelle geborgen und mit militärischen Ehren auf dem Friedhof von Cairns zusammen mit denen von Downes und Oberstleutnant G.A. Bertram beigesetzt. Die Generäle Simpson, Blamey und Morshead zollten bei der Beerdigung ihren Respekt, ein öffentlicher Gedenkgottesdienst fand in Melbourne statt.